# Gemeenlandshuis van Rijnland

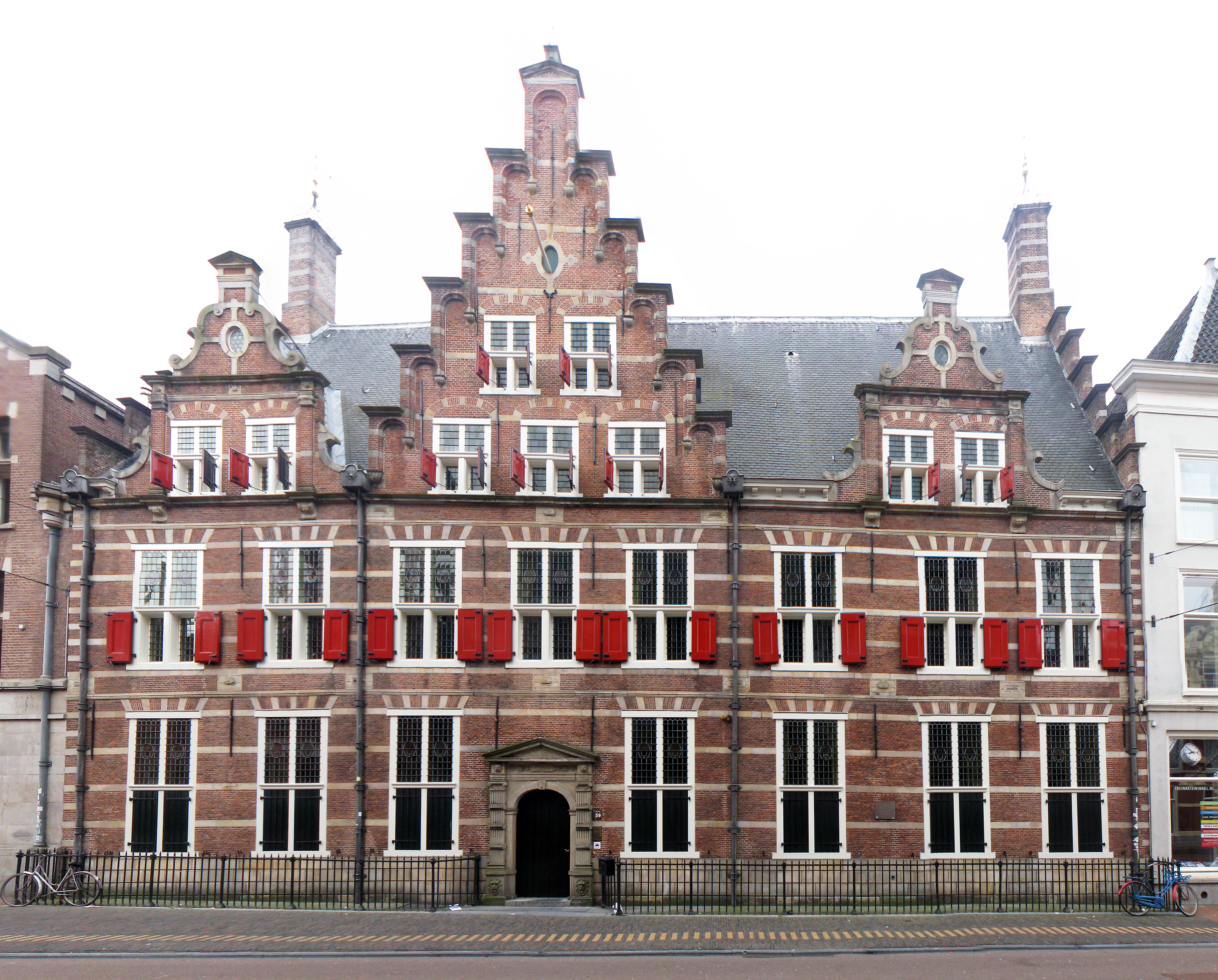
Het Gemeenlandshuis van Rijnland aan de Breestraat in Leiden.

Het Gemeenlandshuis van Rijnland is het voormalige gemeenlandshuis van het Nederlands waterschap het Hoogheemraadschap van Rijnland in Leiden.
Het gebouw, aan de Breestraat, is in 1578 door het Hoogheemraadschap aangekocht, en is een van de markantste gebouwen aan de Breestraat. Het is ontworpen door Lieven de Key, de stadssteenhouwer van Haarlem. Inmiddels is het kantoor van het hoogheemraadschap verhuisd naar de Archimedesweg, in een modern kantoorgebouw in het Leiden Bio Science Park.
Sinds 2014 functioneert een deel van het Gemeenlandshuis als kantoor voor de Nederlandse tak van het Amerikaanse Dimensional Insight. Ook de Europese activiteiten van Dimensional Insight worden vanuit dit pand ontplooid. 